# Smålandsstövare
Smålandsstövare är en svensk hundras, en av fyra svenska stövare. Den är en drivande hund som används vid jakt på räv och hare.

## Historia
Sitt ursprung har den till stor del i stövare som officerare under stormaktstiden förde med sig från Centraleuropa (främst Tyskland, Polen och Baltikum). Dessa tros i viss mån ha korsats med allmogens spetsar. Hundarna användes inte bara som drivande hundar utan fick även ställa älg, skälla på ekorre och skogshöns, markera utter och apportera. De har även använts till parforsjakt på räv.
Ur denna brokiga skara renavlades rasen så som vi nu känner den av friherre Fredrik J. von Essen på Strömsberg nära Jönköping. Som förebild använde han hundar som avlats fram av löjtnant Gustaf Gyllensvärd i Lammhult nära Växjö; dessa sågs som den riktiga gamla smålandsstövaren. Rasen blev 1921 godkänd av Svenska Kennelklubben; stamboken slöts 1953.

## Egenskaper
För att bli utställningschampion måste en smålandsstövare ha meriter från jaktprov för drivande hund.

## Utseende
Smålandsstövaren är en robust hund med kvadratisk kroppsform och trekantigt huvud. Den kännetecknas av naturligt stubbsvansanlag. Den är korthårig med grova täckhår och tät underull. Pälsens grundfärg är svart. Ansiktet på bägge sidor av nosen, en fläck över varje öga, extremiteternas under- och insida samt en fläck mellan de främre extremiteterna är gulröd.